# マルムクイスト (小惑星)
マルムクイスト (1527 Malmquista) は、小惑星帯に位置する小惑星。フィンランド南西部の都市トゥルクで、ユルィヨ・バイサラによって発見された。
スウェーデンの天文学者、グンナー・マルムクイスト (en:Gunnar Malmquist) に因んで命名された。